# Pareulype nevadensis
Pareulype nevadensis är en fjärilsart som beskrevs av Hans Rebel 1916. Pareulype nevadensis ingår i släktet Pareulype och familjen mätare. Inga underarter finns listade i Catalogue of Life.